# Lastpall

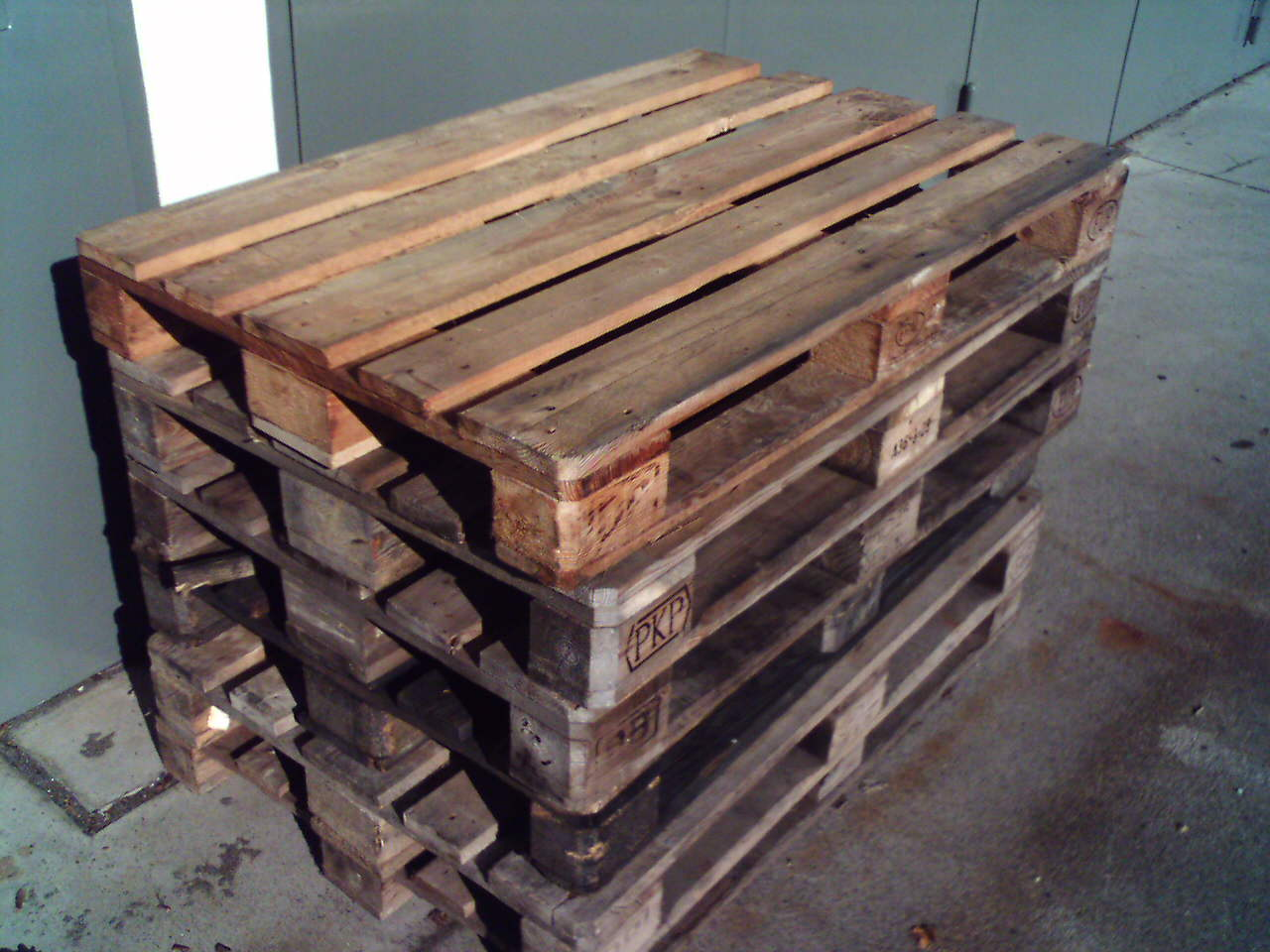
En stapel med lastpallar.

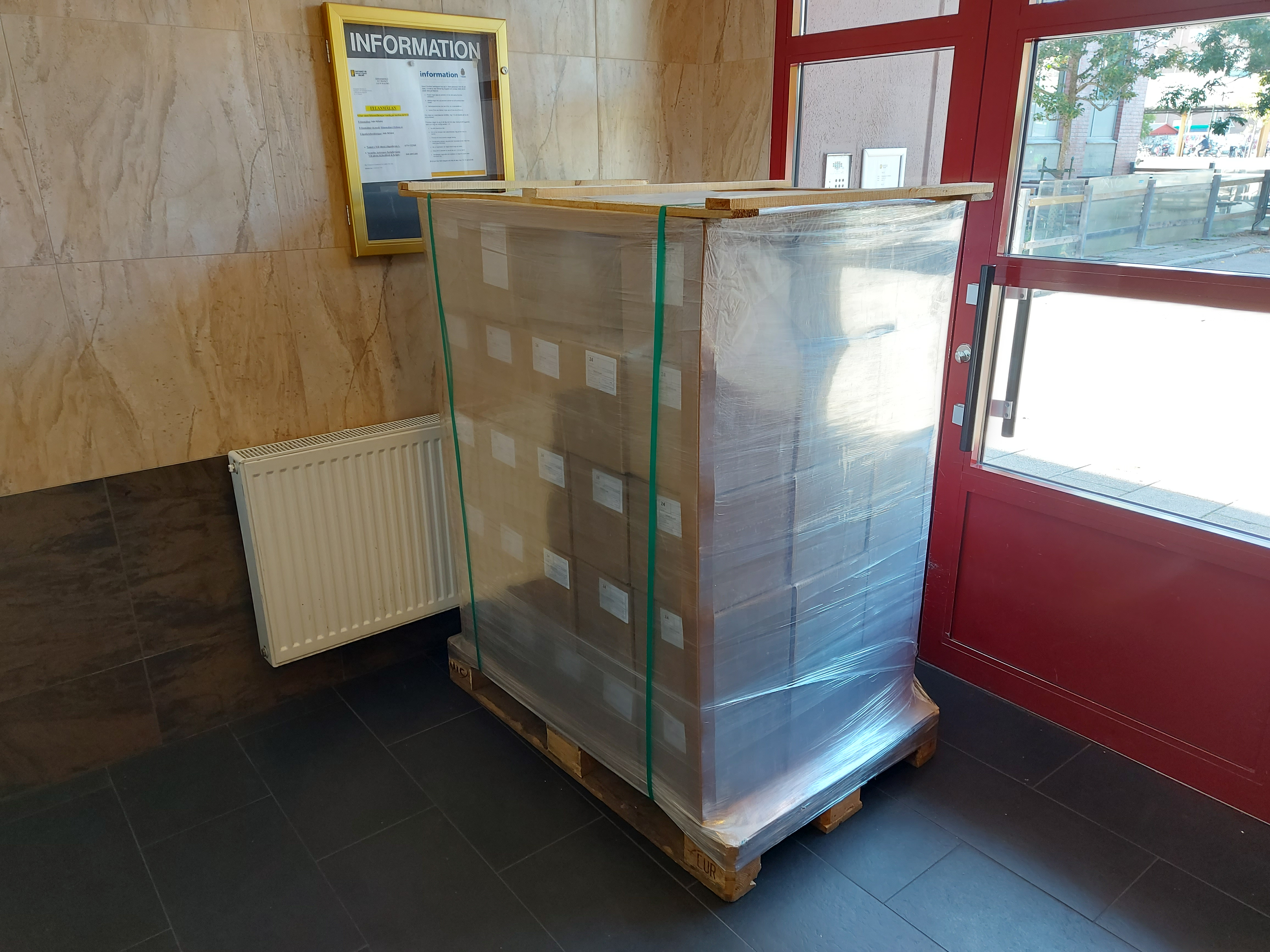
Lastpall packad med böcker i lådor.

En lastpall är en platt trä- eller plastkonstruktion som används för att transportera varor, bland annat med gaffeltruck.
En pallkrage är en ram som fästs vid lastpallens ytterkant och som gör det möjligt att frakta mindre gods som annars skulle kunna falla av från pallen. Pallkragar kan också byggas på varandra på höjden.
Ordet lastpall är känt i svenska språket sedan 1936.

## EUR-pall
Den standardiserade Europapallen utvecklades av BT, SJ och Gyllsjö Träindustri i slutet av 1940-talet och blev känd som SJ-pallen. På 1950-talet antogs SJ-pallen som europeisk standard av Internationella järnvägsunionen (UIC) och fick namnet Europapall.
Den finns i storlekarna helpall, 800 mm × 1200 mm, och halvpall, 800 mm × 600 mm. En helpall har arean 0,96 m². Det traditionella europapallen i trä, som även kallas SJ-pall eller SJ-tralla, har viss konkurrens från billigare, lättare och mindre skrymmande pallar i kompositmaterial.

## Sjöpall
En något större pall med måtten 1000 x 1200 mm och en vikt av 20 - 30 kg.

## Commons
- Wikimedia Commons har media som rör Lastpall.